# 大碓珊瑚
大碓珊瑚（学名：Hydnophora exesa）为繩紋珊瑚科碓珊瑚屬下的一个种。